# Carat (gemmologie)
Pour les articles homonymes, voir Carat.
Ne doit pas être confondu avec le carat des bijoutiers.
En joaillerie, le carat est une unité de masse utilisée pour les gemmes, à ne pas confondre avec le carat des bijoutiers désignant la pureté d'un métal dans certains pays. 
En 1907, le carat (métrique) est défini par la 4e Conférence générale des poids et mesures (CGPM) comme étant égal à 200 mg, soit 5 carats pour 1 gramme,. L'unité est généralement notée « ct » en abrégé, mais certains bijoutiers écrivent « K » ou « kt », suivant l'anglais.
Entre 1871 et 1907, le carat international (aussi appelé carat ancien) pesait 205 mg.
La 9e édition (2019) de la brochure « Système International d'Unités » éditée par le Bureau international des poids et mesures (BIPM) ne le mentionne plus comme unité en dehors du SI dont l'usage est accepté avec le SI.

## Origine du mot

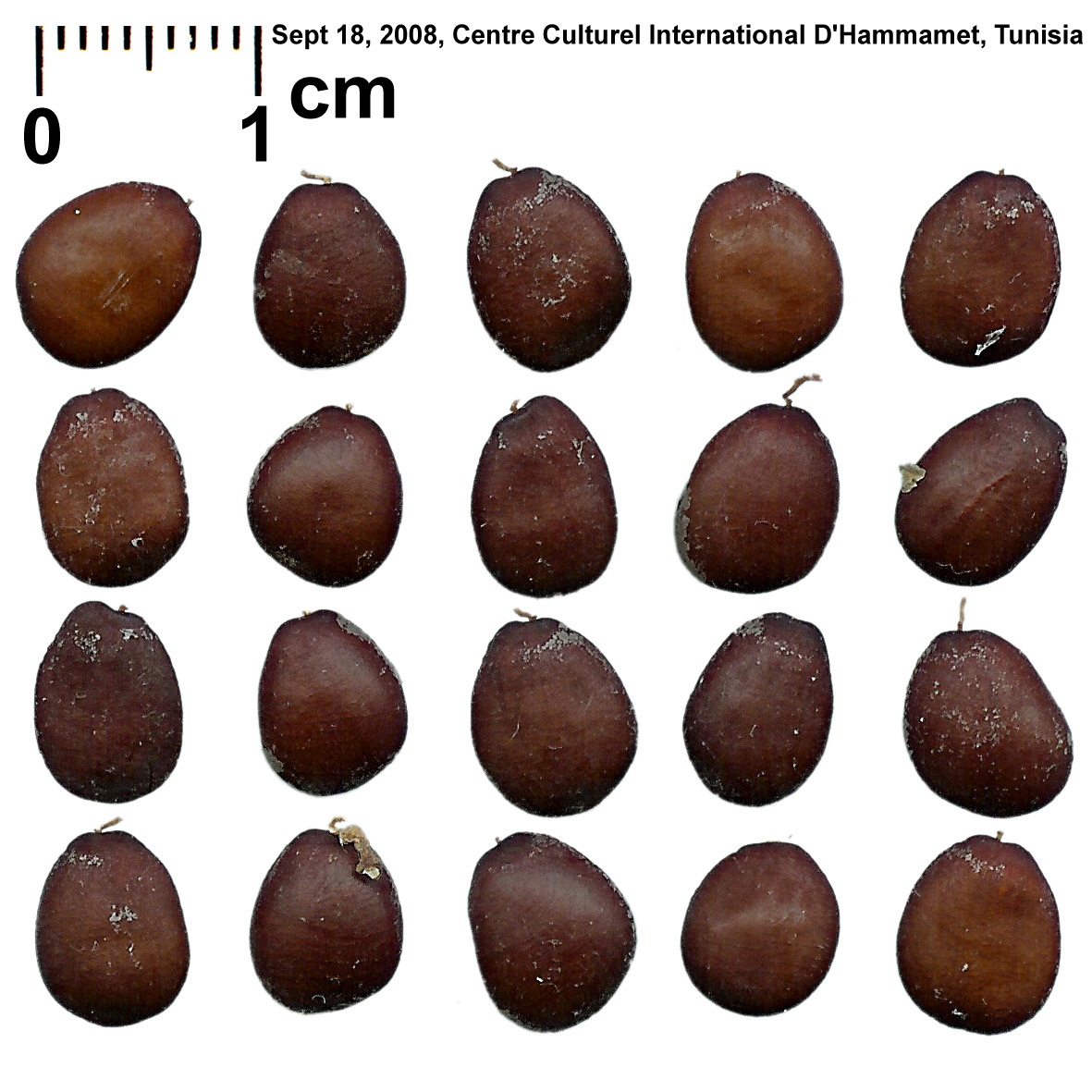
20 graines de caroubier.

Le mot « carat » viendrait du grec ancien sous la forme « κεράτιον », et qui signifie « cornes ». Il serait passé à l'italien (carato) par l'arabe قيراط  / qīrāṭ qui désigne la « graine de caroubier [servant de] petit poids, équivalant à la 24e partie du denier à la Mecque et à la 20e partie en Irak ». Le terme renvoie donc au caroubier, et à ses graines issues du fruit, la caroube, une longue tige plate qui, verte, ressemble à la gousse d'un gros haricot contenant une pulpe sucrée mais amère. La mesure de masse grecque kerátion correspond au tiers de l'obole. On retrouve par exemple ce mot dans la désignation de la monnaie divisionnaire kharouba, 16e partie du rial tunisien.
Les graines de caroubiers étaient employées comme unité de mesure en joaillerie, car elles étaient considérées comme disposant d'une faible variabilité de masse entre les individus. Cette croyance est cependant fausse, ces graines ayant une variation de masse équivalente à celle des autres espèces de graines.

## Équivalence moyenne taille-masse
Un diamant taillé en « brillant » d'un carat a un diamètre d'environ 6,5 mm. En revanche, la dimension varie en fonction du type de gemmes, chacune ayant sa propre densité.